# NGC 2989
NGC 2989 ist eine Balken-Spiralgalaxie vom Hubble-Typ SBbc im Sternbild Wasserschlange, die im New General Catalogue verzeichnet ist. Sie ist schätzungsweise 176 Millionen Lichtjahre von der Milchstraße entfernt und wird als Starburst-Galaxie klassifiziert.
Das Objekt wurde am 12. Februar 1836 von dem Astronomen John Herschel mit einem 48-cm-Teleskop entdeckt.

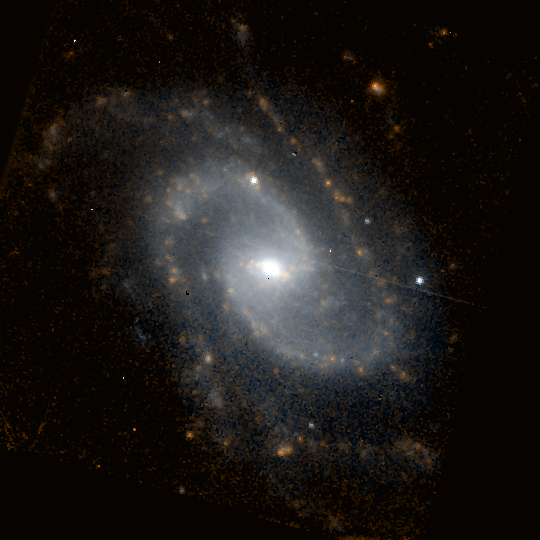
Aufnahme des Hubble-Weltraumteleskops im nahen Infrarot

## NGC 2989-Gruppe (LGG 181)
| Galaxie   | Alternativname | Entfernung/Mio. Lj |
| --------- | -------------- | ------------------ |
| NGC 2989  | PGC 27962      | 176                |
| PGC 27757 | MCG -03-25-015 | 178                |
| PGC 27994 | MCG -03-25-021 | 171                |